# Sebastopol, Kalifornien
Sebastopol är en stad (city) i Sonoma County, i delstaten Kalifornien, USA. Enligt United States Census Bureau har staden en folkmängd på 7 443 invånare (2011) och en landarea på 4,8 km².